# Gaudechart
Gaudechart település Franciaországban, Oise megyében. Lakosainak száma 346 fő (2022. január 1.). Gaudechart Fontaine-Lavaganne, Grez, Prévillers, Rothois, Saint-Maur és Thieuloy-Saint-Antoine községekkel határos.

## Népesség
A település népességének változása:
| Lakosok száma | 353  | 356  | 380  | 361  | 347  | 347  | 344  | 346  | 346  |
|               | 2013 | 2015 | 2016 | 2017 | 2018 | 2019 | 2020 | 2021 | 2022 |